# Börsskär (vid Hyppeis, Houtskär)
Börsskär är en ö i Finland. Den ligger i Skärgårdshavet och i kommunen Pargas i landskapet Egentliga Finland, i den sydvästra delen av landet. Ön ligger omkring 63 kilometer väster om Åbo och omkring 210 kilometer väster om Helsingfors.
Öns area är 4,8 hektar och dess största längd är 320 meter i sydöst-nordvästlig riktning. Närmaste större samhälle är Korpo, 18,9 km öster om Börsskär.